# Черников, Иван Васильевич
Иван Васильевич Черников (15 октября 1936, Москва — август 1977, Москва) — советский футболист, защитник, хоккеист. Мастер спорта СССР.

## Биография
Воспитанник московского «Локомотива» и ФШМ. За ФШМ в 1955 году провёл матч Кубка СССР против воронежских «Крыльев Советов». В составе «Локомотива» в 1955—1962 годах в чемпионате СССР сыграл 73 матча.
В 1963—1965 годах был в составе «Вымпела» Калининград. В 1957 году в составе ленинградского «Зенита» провёл товарищеский матч с «Вест Бромвич Альбион» (1:1).
В сезоне 1955/56 играл за хоккейный «Локомотив».
Скончался в 1977 году в возрасте 40 лет.

## Достижения
- Обладатель Кубка СССР 1957